# Овасо (Оклахома)
Овасо (енгл. Owasso) град је у америчкој савезној држави Оклахома.

## Демографија
По попису из 2010. године број становника је 28.915, што је 10.413 (56,3%) становника више него 2000. године.
| Група             | 2000.          | 2010.          |
| Белци             | 15.688 (84,8%) | 22.106 (76,5%) |
| Афроамериканци    | 296 (1,6%)     | 801 (2,8%)     |
| Азијати           | 194 (1,0%)     | 529 (1,8%)     |
| Хиспаноамериканци | 729 (3,9%)     | 1.942 (6,7%)   |
| Укупно            | 18.502         | 28.915         |